# Rezerwat przyrody Sosny Taborskie
Rezerwat przyrody Sosny Taborskie – rezerwat leśny znajdujący się w okolicach wsi Tabórz, województwo warmińsko-mazurskie, gmina Łukta, nadleśnictwo Miłomłyn. Został utworzony na mocy zarządzenia Ministra Leśnictwa i Przemysłu Drzewnego z 24 grudnia 1957 roku. Początkowo zajmował 76,85 ha, obecnie jego powierzchnia liczy 95,32 ha.
Rezerwat obejmuje liczący ponad 230 lat drzewostan z przewagą sosny zwyczajnej ekotypu taborskiego. Cenione na świecie sosny taborskie wykorzystywane były do budowy masztów żaglowców, dochodzą do 30–40 metrów wysokości i 1 metra średnicy. Już w XVI w. były poszukiwanym surowcem, spławiano je Wisłą do Gdańska, skąd eksportowano do zachodniej Europy. Drzewa podziwiał Napoleon, który nakazał wysłanie do Francji ich nasion. Przekroje sosen wystawiono na wystawie światowej w Paryżu w 1900 roku, w 1914 były o 50% droższe od pni innych drzew tego gatunku.
Na terenie rezerwatu prowadzone są badania nad długowiecznością drzewostanów. Atrakcją jest 1,5-kilometrowa ścieżka dydaktyczna z tablicami informacyjnymi.